# Circondario di Aurich
Il circondario di Aurich (targa AUR) è un circondario (Landkreis) della Bassa Sassonia, in Germania. Comprende 4 città, 20 comuni e 1 territorio extracomunale. Capoluogo e centro maggiore è Aurich.

## Geografia antropica
Il circondario di Aurich si compone di 4 città, 9 comuni, 2 comunità amministrativa (che raggruppano complessivamente 1 comuni mercato e 10 comuni).
(Abitanti il 31 dicembre 2021)

### Città
1. Aurich, comune indipendente (42 544)
2. Norden, comune indipendente (24 855)
3. Norderney (5 969)
4. Wiesmoor (13 372)

### Comuni
1. Baltrum (598)
2. Dornum (4 457)
3. Großefehn (14 138)
4. Großheide (8 699)
5. Hinte (7 219)
6. Ihlow (12 456)
7. Juist (1 515)
8. Krummhörn (11 854)
9. Südbrookmerland (18 264)

### Comunità amministrative (Samtgemeinde)
- Samtgemeinde Brookmerland, con i comuni:

1. Leezdorf (1 835)
2. Marienhafe (2 380)
3. Osteel (2 128)
4. Rechtsupweg (2 123)
5. Upgant-Schott (3 810)
6. Wirdum (1 025)

- Samtgemeinde Hage, con i comuni:

1. Berumbur (2 705)
2. Hage (comune mercato) (6 383)
3. Hagermarsch (397)
4. Halbemond (971)
5. Lütetsburg (728)